# 議場内粛正に関する決議
議場内粛正に関する決議（ぎじょうないしゅくせいにかんするけつぎ）は、1948年12月22日に第4回国会(常会)で可決された衆議院決議。

## 概要
議員が酒気を帯びて本会議及び委員会に出席することを厳禁とする旨を決議している。
1948年12月13日の衆議院予算委員会で泉山三六大蔵大臣が泥酔状態で出席、さらに議員食堂前の廊下で山下春江議員に「君が好きなんだ」と言いながら抱き付いてキスを迫り、拒否されたため顎に噛み付くと言う不祥事が発生（国会キス事件）。野党側はこの事件に対して一斉に反発し、審議拒否に転じたことから翌14日、泉山は大蔵大臣を辞任すると共に衆議院議員を辞職した。
この事件を受けて戸叶里子議員らが本決議を提出し、全会一致で可決された。なお、参議院では衆議院と同様の決議は行われていない。また、飽くまでも議員を対象とする決議であるため民間人閣僚や一般の参考人などは本決議の対象となっていない。

## 決議全文
国会は国権の最高の機関なり。議場の神聖を守るは国民の信託を受けたるわれらの最大の義務なりと信ず。よって今後議員は酒気を帯びて議場並びに委員会に入ることを厳禁すべし。
　右決議する。

## 決議違反が指摘された事例
2005年6月17日、第162回国会（常会）の会期延長を本会議で審議した際、秋葉賢也議員ら数名が酒気帯びで登院していたとして本決議に違反する可能性が指摘された事例が存在する。